# Hrușivka, Berezne
Hrușivka (în ucraineană Грушівка) este localitatea de reședință a comunei Hrușivka din raionul Berezne, regiunea Rivne, Ucraina.

## Demografie
Componența lingvistică a localității Hrușivka
     Ucraineană (99,85%)
     Alte limbi (0,15%)
Conform recensământului din 2001, majoritatea populației localității Hrușivka era vorbitoare de ucraineană (99,85%), existând în minoritate și vorbitori de alte limbi.